# Chlorophytum limosum
Chlorophytum limosum är en sparrisväxtart som först beskrevs av John Gilbert Baker, och fick sitt nu gällande namn av Inger Nordal. Chlorophytum limosum ingår i släktet ampelliljor, och familjen sparrisväxter. Inga underarter finns listade i Catalogue of Life.